# إناكي مونوز
إناكي مونوز (بالإسبانية: Iñaki Muñoz) (مواليد 2 يوليو 1978 في بنبلونة - إسبانيا) لاعب كرة قدم إسباني يلعب حاليا لصالح نادي الدرجة الأولى أتلتيك بيلباو الإسباني منذ 2007 في مركز الوسط المدافع كما يجيد اللعب في مركز الوسط المهاجم .

## وصلات خارجية
- إناكي مونوز على موقع قاعدة بيانات كرة القدم.إي يو (الإنجليزية)
- إناكي مونوز على موقع Soccerway.com (الإنجليزية)